# بهادر آکوزو
بهادر آکوزو (انگلیسی: Bahadır Akkuzu; ۳ فوریهٔ ۱۹۵۵ – ۶ اوت ۲۰۰۹) خواننده، آهنگساز، و ترانه‌سرا اهل ترکیه بود. او در سال ۲۰۰۹ بر اثر حمله قلبی درگذشت.